# Eugeniusz Abrahamowicz

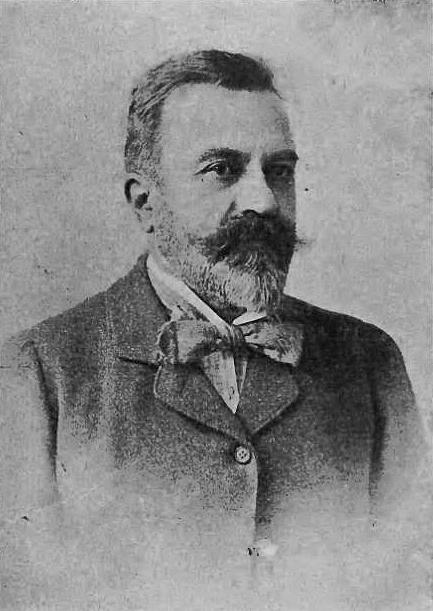
Eugeniusz Abrahamowicz

Eugeniusz Abrahamowicz (deutsch Eugen Abrahamowicz; * 8. Juni 1848 in Hlyboka; † 5. Januar 1905 in Stryj) war ein polnischer Jurist und konservativer Politiker, der die Interessen der galizischen Wirtschaftsverbandes im Reichsrat vertrat.

## Leben
Eugeniusz Abrahamowicz wurde in Hlyboka in der Bukowina in eine armenischstämmige Familie polnischer Sprache, aber armenisch-katholischer Religion geboren. Er besuchte das Gymnasium in Czernowitz und studierte Jura an der Universität Lemberg. Nach dem Studium schlug er erst eine Karriere als Richter und dann als Politiker ein.
Im Jahre 1891 wurde er für die Kurie der Großgrundbesitzer in das Abgeordnetenhaus des Reichsrats in Wien gewählt (VIII., IX. und X. Legislaturperiode). Dieses Mandat hielt er bis 1901 inne. Dort saß er in mehreren Kommissionen zur Immunität von Abgeordneten.
Nach seiner politischen Karriere war er Berater des Höheren Landgerichtes in Stryj, wo er am 5. Januar 1905 starb.